# Путевые точки
Путевые точки — это точки физического пространства, используемые для навигации.

## Концепция
Путевые точки — это координаты, которые определяют точку в физическом пространстве. Для целей наземной навигации эти координаты включают в себя долготу и широту и иногда высоту (в основном для воздушной навигации). Путевые точки стали широко использоваться для навигации неспециалистами в связи с развитием прогрессивных навигационных систем, таких как глобальная система позиционирования (GPS) и некоторых других типов радионавигации. Путевые точки, расположенные на поверхности Земли, обычно задаются двумя координатами (например, долгота и широта); точки, которые используются для изучения атмосферы Земли или внешнего космоса, имеют по меньшей мере 3 координаты (даже 4, если используется время в качестве координаты, такие точки могут находиться вне Земли).
Хотя термин путевые точки получил широкое распространение совсем недавно, эквивалент ему существует с тех пор как возникла необходимость в навигации. Путевые точки традиционно связываются с характерными особенностями реального мира, такими как образования горных пород, здания, дороги, водные пути, железные дороги и т. д. Сегодня эта связь имеет место, но чаще путевые точки ассоциируются с физическими объектами, специально созданными для навигации: радиомаяки, буйки, спутники и т. д.